# 国際連合安全保障理事会決議50
国際連合安全保障理事会決議50（こくさいれんごうあんぜんほしょうりじかいけつぎ50、英: United Nations Security Council Resolution 50, UNSCR50）は、1948年5月29日に国際連合安全保障理事会決議で採択された決議。パレスチナ周辺の国々に国連の停戦要請への協力を仰ぐものである。

## 概要
パレスチナでの紛争に関与するすべての政府及び当局に対し、4週間のすべての武力行使の停止を命じ、停戦中にパレスチナ、エジプト、イラク、レバノン、サウジアラビア、シリア、トランスヨルダン、イエメンに戦闘要員を導入しないこと、停戦中に上記国々への戦争物資の輸出入を行わないことを求めた（第1～4条）。
決議の第5条ではさらに、すべての政府と当局に対し、当該地域とエルサレム市の聖地の安全を確保し、聖地への自由なアクセスを確保するために全力を尽くすことを求めた。第6条ではパレスチナ国際連合調整官（United Nation Mediator in Palestine）に対し停戦委員会（the Truce Commission）と協議の上、上記の条項に監督することを命じ、十分な規模の軍事監視員を提供されることを決定し、第7条では調整官に総会において決定された自身の役割を果たすため可及的速やかに停戦に関与勢力と接触を持つことを命じ第8条であらゆる関係勢力に対し、国際連合調整官に最大限の支援を提供することを要請した。調整官には報告義務も第9条で与えられた。
第10条ではアラブ連盟加盟国及びパレスチナにおけるイスラエル及びアラブ当局に対し、ニューヨーク標準時で1948年6月1日までに安全保障理事会に対し本決議の受諾の意を表明するよう要請し、さらに第12条では、定めた条件やこれ以前の決議に違反した場合、国連憲章第7章に基づく行動を視野に入れて問題を再検討することを決定した。
決議は部分的に採用され、決議全体について投票は行われなかった。

## 詳細
以下はその和訳。
安全保障理事会は
アラブ人とユダヤ人のいずれの権利、主張、立場にも偏見を与えることなく、パレスチナにおける敵対行為の停止をもたらすことを望み、以下のようにする。

1. すべての政府および当局に呼びかけ すべての政府および当局に対し、4週間にわたりすべての武力行為の停止を命じ 4週間の間、すべての武力行為の停止を命じることを求める。
2. すべての政府および関係当局に対し、停戦期間中、パレスチナ、エジプト、イラク、レバノン、サウジアラビア、シリア、トランスヨルダン、イエメンに戦闘要員を導入しないことを約束するよう求める。
3. すべての政府および関係当局に対し、その支配下にある国または地域に軍事年齢の男性が導入された場合、停戦中は彼らを動員したり軍事訓練を受けさせたりしないことを約束するよう求める。
4. すべての政府および関係当局に対し、停戦期間中、パレスチナ、エジプト、イラク、レバノン、サウジアラビア、シリア、トランスヨルダン、イエメンへの戦争物資の輸出入を自粛するよう要請する。
5. すべての政府および関係当局に対し、聖地およびエルサレム市の保護のため、あらゆる可能な予防措置を講じるよう要請する。これには、すべての神社および聖域を訪れて礼拝する確立された権利を持つ人々が、礼拝のためにそれらにアクセスすることも含まれる。
6. 国際連合パレスチナ調停官に、休戦委員会と協力して、上記の規定の遵守を監督するよう指示するとともに 十分な数の軍事監視員を提供することを決定する。十分な数の軍事監視員を提供することを決定する。
7. 国際連合調停官に、次のことを指示する。国際連合調停官に対し、停戦が成立した時点ですべての当事者と接触し 総会が決定した職務を遂行するために、停戦が成立した時点ですべての当事者と接触するように
行うよう指示する。
8. すべての関係者に対し、国際連合調停官に最大限の援助を与えるよう要請する。国際連合調停官に最大限の援助を与えることを関係者に呼びかける。
9. 国際連合調停官に対し、停戦期間中、安全保障理事会に毎週報告するよう指示する。
10. アラブ連盟加盟国とパレスチナのユダヤ人・アラブ人当局に対し、ニューヨーク標準時の1948年6月1日午後6時までに本決議を受諾する旨を安全保障理事会に伝えるよう求める。
11. 本決議がいずれかの当事者もしくは双方によって拒否された場合、または、本決議が受け入れられた後に否認または違反された場合には、国際連合憲章第7章に基づく行動を視野に入れて、パレスチナの状況を再検討することを決定する。
12. すべての政府に対し、この決議の実施を支援するためのあらゆる可能な措置をとるよう求める。